# Route nationale 2 (Slovénie)
Pour les articles homonymes, voir G2 et Route nationale 2.
La route nationale 2 (slovène : Glavna cesta 2), abrégée en G2 ou G1-2, est une route nationale slovène allant de Slovenska Bistrica à la frontière croate. Sa longueur est de 53,3 km.

## Histoire
Avant 1998, la route nationale 2 était numérotée M3.3 entre Slovenska Bistrica et Hajdina et M3 entre Ptuj et la frontière croate,.

## Tracé
- Slovenska Bistrica
- Hajdina
- Ptuj
- Spuhlja (en)
- Borovci (en)
- Strelci (en)
- Cunkovci (en)
- Moškanjci (en)
- Gorišnica
- Cvetkovci (en)
- Trgovišče (en)
- Mihovci pri Veliki Nedelji (en)
- Ormož
- Obrež (en)
- Grabe (en)
- Središče ob Dravi
- Croatie D 208